# Chrysobothris distincta
Chrysobothris distincta är en skalbaggsart som beskrevs av Hippolyte Louis Gory 1841. Chrysobothris distincta ingår i släktet Chrysobothris och familjen praktbaggar. Inga underarter finns listade i Catalogue of Life.